# Torres de Albanchez
Torres de Albanchez és un municipi situat en la comarca de la Sierra de Segura, en l'extrem nororiental de la província de Jaén (Andalusia.
Posseeix 923 habitants segons l'últim cens disponible (2005).

## Nuclis de població
- Fuente Carrasca.
- Fuente Fría.
- Fuente Mujer.
- La Hoya (Jaén).
- Los Maridos.
- Los Morachos.